# Pomquet and Afton 23
Pomquet and Afton 23 är ett reservat i Kanada.   Det ligger i provinsen Nova Scotia, i den östra delen av landet, 1 100 km öster om huvudstaden Ottawa.
I omgivningarna runt Pomquet and Afton 23 växer i huvudsak blandskog. Runt Pomquet and Afton 23 är det mycket glesbefolkat, med 7 invånare per kvadratkilometer.